# Famille Cœurderoy
La famille Cœurderoy ou Cœur de Roy, de Cœurderoy est une famille française originaire au XVIe siècle du bailliage de Moutiers-Saint-Jean en Bourgogne. Mentionnée en Bourgogne dès 1392, ses membres furent très nombreux et donnèrent plusieurs branches.
Une branche de cette famille fixée à  Saulieu puis Dijon au XVIIe siècle, accéda à la noblesse par une charge de conseiller et président aux requêtes du parlement de Dijon en 1656. Elle donna plusieurs générations de magistrats et s'éteignit en ligne masculine avec Michel-Joseph de Cœurderoy (1738-1800), premier président de la cour souveraine de Nancy en 1767.
Une autre branche, fixée à Semur-en-Auxois au XVIIe siècle, donna un maire de cette ville en 1629 et 1645 et des avocats.
Une autre branche, que l'on trouve au XVIe siècle à Vassy-sous-Pisy dans l'Yonne avec François Cœurderoy, notaire à Vassy en 1594, donna  Ernest Cœurderoy (1822-1862), journaliste et écrivain révolutionnaire.

## Histoire
Alfred Vittenet écrit que les Cœurderoy furent très nombreux en Bourgogne. On trouve mention en 1392 de Hugues Cœur de Roy, fils de feu Jean Cœur de Roy, pelletier à Dijon; en 1418 de Huguenin Cœurderoy, chevaucheur de l'écurie du duc de Bourgogne; en 1546 de maistre Guillaume Cœur de Roy, recteur des écoles d'Avallon; en 1556 d'Etienne Cœurderoy, huissier de chambre et serviteur domestique du duc de Montmorency, de François Cœurderoy, notaire à Vassy en 1594.

### AuXVIesiècleà Moutiers-Saint-Jean
Dès le XVIe siècle on trouve une famille Cœurderoy dans le bailliage de Moutiers-Saint-Jean où ses membres sont des bourgeois exerçant les fonctions et professions de lieutenant de bailliage, notaire ou avocat. Selon Gaston Roupnel Les populations de la ville et de la campagne dijonnaises au XVIIe siècle, ce sont les descendants de Huguenin Cœurderoy, au service du duc de Bourgogne en 1418.
Francine Rolley dans Une frontière introuvable, officiers royaux et officiers seigneuriaux dans deux bailliages bourguignons au XVIIe siècle indique que la famille Cœurderoy est à l'origine une famille peu notable de petits officiers de l'abbaye de Moutiers-Saint-Jean, enrichis aux dépens de l'abbaye qui mena en vain contre eux plusieurs procès.
Pierre Cœurderoy, procureur d'office de l’abbaye de Moutiers-Saint-Jean et fils de François Cœurderoy, notaire royal à Moutiers-Saint-Jean, « bien que n'étant pas d'extraction noble » signe du nom de Cœurderoy, ce que lui contestent  en 1621 les moines.
Dans l'église de Moutiers-Saint-Jean subsiste la dalle funéraire de Pierre Cœurderoy qui porte l’inscription suivante : « Ci-gist très noble home maistre Pierre Cueurderoy ladix ecuyer sieur de Rouan et lieutenant au bailliage de Moustier Sainct Jehan qui décéda le dixiesme jour d'octobre 1569 après avoir vescu fort vertueusement prions pour luy ». Dans un ovale en creux un cœur sommé d'une couronne fleurdelysée soutenu de 2 rameaux, l'ovale surmonté d'une couronne gravée.

### Branche fixée à Saulieu puis Dijon
Cette branche originaire de Moutiers-Saint-Jean fut anoblie par ses diverses magistratures. Elle s'est éteinte en ligne masculine avec Michel-Joseph de Cœurderoy (1738-1800), premier président de la Cour souveraine de Lorraine.
Jean Cœurderoy, marchand à Saulieu en 1627, fut grand argentier de la maison du prince de Condé à partir de 1620, maître particulier des Eaux et Forêts en 1629, contrôleur de la recette d'Auxois en 1633.
Son fils, Jean Cœurderoy, né le 23 août 1627 à Saulieu, « fils d'honorable maître Jean Cœurderoy marchand et de honorable Anne Bureteur », fut d'abord avocat puis s'installe à Dijon où il devient trésorier au bureau des finances en 1651. Il acquiert ensuite en 1656 l'office de conseiller et président aux requêtes du parlement de Dijon, charge que ses descendants exercent ensuite de père en fils à travers quatre présidents aux requêtes du palais en 16S6, 1684, 17S3 et 17S8. De son mariage avec N. Vaussain, il a trois fils : Étienne, qui en 1684 succède à son père dans la charge de président aux requêtes du parlement de Dijon, François et Nicolas, conseillers-maîtres à la chambres des comptes de Dijon,.
Son arrière-petit-fils Michel-Joseph de Cœurderoy (1738-1800), d'abord conseiller au parlement de Bourgogne en 1758, devint premier président de la Cour souveraine de Lorraine en 1767. Marié en 1760 à Françoise-Louise-Renée Baudouin de Pléneuf, il eut quatre filles. En 1772, il acheta à la famille des Armoises pour 240 000 livres le marquisat d'Aulnois-sur-Seille composé de la terre et du château d'Aulnois ainsi que de la seigneurie d'Ajoncourt ,

### Branche fixée à Semur-en-Auxois
Cette branche qui subsista à Semur donna un maire de cette ville en 1629 et 1645, des avocats et des prêtres et Étienne Cœurderoy, correcteur en la chambre des comptes de Dijon qui avait un domicile à Moutiers-Saint-Jean en 1736.

### Branche fixée dans l'Yonne
Cette branche, distincte de celle de Dijon à laquelle elle se rattache pourtant selon Max Nettlau, était fixée au XVIe siècle à Vassy-sous-Pisy (Yonne) à 7 kilomètres de Moutiers-Saint-Jean où François Cœurderoy est notaire en 1594. 
Elle se fixe à Moutiers-Saint-Jean avec Claude Cœurderoy, marchand à Moutiers-Saint-Jean, marié à Antoinette Panessot, mort le 10 avril 1776  à Moutiers-Saint-Jean, âgé d'environ soixante ans. Il fut le père de Jean-Baptiste Coeurderoy, né à Moutiers-Saint-Jean le 20 octobre 1761, qui de son mariage en 1783 avec Marie Quignart eut Charles Coeurderoy (1796-1866), docteur en médecine à Tonnerre, qui de son mariage avec Marie Cézarinne Baillot eut pour fils unique Ernest Cœurderoy (1822-1862), journaliste  et écrivain révolutionnaire.
Sa filiation est connue depuis Joseph Cœurderoy, laboureur à Vassy-sous-Pisy, marié à Pierrette Raverat, père de Jean Cœurderoy, né 26 octobre 1635 à Vassy-sous-Pisy, laboureur, qui de son mariage avec Philiberte Lévêque eut Pierre Cœurderoy, né le 7 mai 1671 à Vassy-sous-Pisy laboureur, marié le 16 février 1711 à Vassy-sous-Pisy avec Marie Raverat dont Claude Cœurderoy, marchand à Moutiers-Saint-Jean, mort en 1776 dans cette même ville.

## Filiation de la branche fixé à Saulieu puis Dijon, anoblie par charge conseiller au parlement de Dijon en 1656
Jules d'Arbaumont Émile Remy, Marie-Thérèse Allemand-Gay et Francine Rolley, donnent la filiation suivie ci-dessous de cette branche à partir de Jean Cœurderoy, marchand à Saulieu, en 1627, argentier de la maison du prince de Condé en 1620, maître particulier des Eaux et Forêts en 1629 et contrôleur de la recette d'Auxois en 1633 :
- Jean Cœurderoy, marchand à Saulieu en 1627, marié à Anne Bureteur, argentier de la maison du prince de Condé à partir de 1620, maître particulier des Eaux et Forêts en 1629, contrôleur de la recette d'Auxois en 1633.
  - Jean Cœurderoy (1627-1709), trésorier de France à Dijon en 1651 puis conseiller et président aux requêtes du parlement de Dijon en 1655 x Françoise Vaussaint, dont 3 fils.
    - Étienne Cœurderoy (1656), président aux requêtes du parlement de Dijon en 1684 x 1) Marie Pillot x 2 Claude Thomas.
      - (du premier mariage) Pierre Cœurderoy, chevalier, seigneur de Crépan.
      - (du 2e mariage) François Cœurderoy, président aux requêtes du parlement de Dijon en 1684  x Jeanne Mailly de Châteauregnault.
        - Une fille
        - Michel-Joseph de Cœurderoy (1738-1800), conseiller au parlement de Dijon (1758), premier président de la Cour souveraine de Lorraine (1767) x 1760 N. Baudouin dont 4 filles.

    - François Cœurderoy (1660-1704), maître des comptes (1686) x 1690 Marguerite Carrelet.
      - Simon Cœurderoy (1701), x 1735 Antoinette de Villers-La-Faye.
      - Jean Cœurderoy
      - Marie Cœurderoy

    - Nicolas Cœurderoy, maître des comptes (1694) x 1698 Anne Languet.
      - Jean Cœurderoy (1714), commissaire aux requêtes du parlement de Dijon en 1735 x Anne Arthaud.
        - N Cœurderoy, militaire
        - François-Bénigne Cœurderoy, seigneur de Mercey, militaire x 1770 Rose-Blanche-Marie de La Loge.
        - Pierre-Anne Cœurderoy, chanoine de la cathédrale de Dijon, conseiller au parlement (1771).

## Armoiries
- d'azur à un cœur, surmonté d'une couronne de même et accosté de deux palmes aussi d'or[11]

En 1626-1627 ont lieu des procédures entre Pierre Cœur de Roy et l’abbaye de Moutiers-Saint-Jean qui l'accuse de plusieurs crimes ou délits au sujet de ses armoiries et notamment d'avoir surmonté le cœur de gueules qui figure dans ses armoiries, d'une couronne impériale. Il dut remplacer les lys par des palmes.

## Alliances
Les principales alliances de la famille Cœur de Roy sont Vaussin, Villers-la-Faye, Henry, Mailly, Reuillon de Brain, Pillot de Fougerette, Panessot, Quignart, Baillot etc.

## Demeures
- Hôtel Cœurderoy à Dijon
- Jardin du Président Cœur de Roy à   Moutiers-Saint-Jean[25]

## Personnalités
- Jean Cœur-de-Roy, président du parlement de Bourgogne
- Michel-Joseph de Cœurderoy, acquéreur et seigneur du marquisat d'Aulnois[16], premier président de la cour souveraine de Nancy en 1767[13].
- Ernest Cœurderoy (1822-1862), journaliste  et écrivain révolutionnaire[18].

## Pour approfondir